# Sicista betulina
La sicista nórdica, ratón listado nórdico o ratón gregario (Sicista betulina) es una especie de roedor miomorfo de la familia Dipodidae. No se reconocen subespecies.

## Descripción
Es de aspecto similar a la sicista esteparia (Sicista subtilis) y al ratón listado (Apodemus agrarius), pero se diferencia de ellos por su cola más larga, que es casi una vez y media más larga que el resto del cuerpo, y de color gris pardo por encima y más claro por debajo. Del resto de ratones se distingue inmediatamente por la raya de color negro que parte de la cabeza y va por la parte central del dorso hasta la base de la cola. El pelaje es castaño claro por la parte superior y blanco por la inferior.
Mide de 5 a 7 cm, más de 7,6 a 11 cm de la cola y su fórmula dental es la siguiente: 1/1, 0/0, 0-1/1, 3/3 = 16-18.

## Distribución y hábitat
Está ampliamente extendido desde Polonia y el mar Báltico hacia el este, a través de Rusia y alcanzando el círculo polar ártico, hasta Kazajistán y Mongolia, siendo su registro en China dudoso, y con poblaciones aisladas en Escandinavia, norte de Alemania, y en las cordilleras de los Alpes y Cárpatos.
Se le encuentra en lugares arbolados con denso sotobosque, principalmente en zonas húmedas o pantanosas. En el norte prefiere los bosques de coníferas, sobre todo abedules, y en el sur bosques caudicifolios con maleza baja de regiones montañosas. No es infrecuente verlo en parques y prados.

## Comportamiento
Es una especie predominantemente crepuscular y nocturna, trepa ágilmente ayudándose de su larga cola, que mantiene ligeramente levantada u horizontal, haciendo la función de balancín. Habita los meses de verano en praderas húmedas pasando los inviernos en bosques. Hiberna de octubre a abril/mayo en un nido subterráneo o un tocón, pudiendo perder hasta el 50 % de su peso corporal durante estos meses.
El periodo de cría tiene lugar entre mayo y junio. Construye un nido consistente en una esfera de musgo o hierba en madrigueras excavadas por ellos mismos bajo tierra o tocones de árboles. El periodo de gestación es de entre 4 y 5 semanas, constando la camada de entre 3 y 11 crías.
Su alimentación es a base de granos, bayas, insectos, y otros invertebrados.